# تین کای-مان
تین کای-مان (انگلیسی: Tin Kai-man؛ چینی: 田啟文) بازیگر و مدیر تولید اهل هنگ کنگ است.
او از دوستان صمیمی استیون چو است و در فیلم‌های مهم وی، با او همکاری نموده است.
از فیلم‌ها یا مجموعه‌های تلویزیونی که وی در آن‌ها نقش داشته است می‌توان به فوتبال شائولین، سلطان کمدی، خدای آشپزی و جنب و جوش کنگ فو اشاره نمود.